# Gemelina
Gemelina là một chi bọ cánh cứng trong họ 
Elateridae.
Chi này được miêu tả khoa học năm 2006 bởi Martins Neto & Gallego in Martins-Neto, Gallego & Mancuso.

## Các loài
Chi này có các loài:
- Gemelina triangularis Martins Neto & Gallego in Martins-Neto, Gallego & Mancuso, 2006